# Мартинес, Кармен
Кармен Патрисия Мартинес Агилера (исп. Carmen Patricia Martínez Aguilera; род. 26 декабря 1982, Асунсьон) — парагвайская легкоатлетка, специалистка по бегу на длинные дистанции и марафону. Выступает на профессиональном уровне с 2009 года, чемпионка Южной Америки, многократная победительница первенств национального значения, призёр ряда крупных международных стартов на шоссе, действующая рекордсменка Парагвая в нескольких дисциплинах, участница летних Олимпийских игр в Рио-де-Жанейро.

## Биография
Кармен Мартинес родилась 26 декабря 1982 года в Асунсьоне, Парагвай.
Первых серьёзных успехов на марафонской дистанции добилась в сезоне 2011 года, когда стала второй на домашнем Асунсьонском международном марафоне и третьей на Буэнос-Айресском марафоне.
В 2012 году заняла 29-е место на Роттердамском марафоне, была второй на марафонах в Асунсьоне и Фос-ду-Игуасу.
В 2013 году с результатом 2:37:07 превзошла всех соперниц на Асунсьонском международном марафоне.
В 2014 году на иберо-американском чемпионате в Сан-Паулу установила ныне действующий рекорд Парагвая в беге на 5000 метров — 16:13.28. Также в этом сезоне вновь выиграла марафон в Асунсьоне, стала четвёртой на марафоне в Сантьяго и шестой на марафоне в Сан-Паулу.
В 2015 году с результатом 2:36:01 финишировала шестой на Роттердамском марафоне, победила на полумарафоне в Асунсьоне, в составе парагвайской сборной принимала участие в Панамериканских играх в Торонто, где сошла с марафонской дистанции. По итогам сезона признана лучшей спортсменкой Парагвая по версии Круга спортивных журналистов Парагвая и Федерации лёгкой атлетики Парагвая.
Участвовала в чемпионате мира по полумарафону 2016 года в Кардиффе, заняла итоговое 56-е место. Выполнив олимпийский квалификационный норматив, удостоилась права защищать честь страны на летних Олимпийских играх в Рио-де-Жанейро — в программе марафона показала время 2:56:43, расположившись в итоговом протоколе соревнований на 115-й строке. Являлась знаменосцем парагвайской делегации на церемонии закрытия Игр.
В 2017 году бежала 10 000 метров на чемпионате мира в Лондоне — заняла 31-е место, установив при этом ныне действующий рекорд Парагвая в данной дисциплине — 33:18.22. Кроме того, финишировала третьей на Дюссельдорфском марафоне, тоже с национальным рекордом — 2:35:17.
В 2018 году в дисциплине 10 000 метров стала шестой на Южноамериканских играх в Кочабамбе, пришла к финишу пятой на марафоне в Сан-Паулу, в очередной раз одержала победу на Асунсьонском марафоне.
В 2019 году выиграла серебряную медаль на чемпионате Южной Америки по полумарафону в Асунсьоне, установив новый рекорд Парагвая — 1:15:25.
В 2020 году с результатом 2:36:51 заняла 35-е место на Валенсийском марафоне.
В 2022 году показала 44-й результат на Цюрихском Севильском марафоне, финишировала четвёртой в марафоне на домашних Южноамериканских играх в Асунсьоне.
В 2023 году на марафонах в Севилье и Валенсии заняла 43-е и 64-е места соответственно.